# Educação no Uruguai
A educação no Uruguai é obrigatória por um total de nove anos, começando na educação primária, e é gratuita da pré-escola até a educação superior.

## História
O Uruguai foi o primeiro país das Américas a ter uma educação primária universal, gratuita e obrigatória, sob a influência de José Pedro Varela (1845-1879), quem ocupando o cargo de Diretor de Instrução Pública, apresentou um projeto de lei, dando origem à Lei da educação comum de 1877. O modelo adotado para a escola pública foi baseado no sistema francês, e assim foi estabelecido um sistema centralizado cobrindo todo o país. Foi criada então uma rígida separação em três ramos de educação: primária, secundária e superior. O Instituto Nacional de Educación Técnica (INET) se tornou uma extensão da escola secundária. No final da década de 1950, os três ramos do sistema educacional estabeleceram uma autonomia administrativa, incluindo um controle completo sobre seus recursos. A Lei da Universidade Orgânica, de 1958 garantiu que o grupo que governaria a University of the Republic seria eleito pelos membros da faculdade e dos estudantes.
No final da década de 1960 as escolas secundárias e os vários cursos da University of the Republic se tornaram extremamente politizadas.  Depois de 1973, as autoridades prometeram por um fim nesta situação, e a limpeza política no sistema se espalhou pelo país. Alguns professores foram capazes de conseguir emprego em escolas privadas, mas outros ou abandonaram a profissão, ou emigraram. Ramos inteiros da universidade, como o Instituto de Ciências Sociais, ficaram fechados por um tempo. O padrão acadêmico sofreu em todo o país conforme os melhores professores eram demitidos e substituídos por pessoas com qualificações medíocres.

### Reforma educacional sob o Regime Militar de 1973-85
Em 1973, o ano em que o Uruguai passou pelo autoritarismo, foram feitas grandes mudanças no sistema educacional. O Consejo Nacional de Educación (Conae) foi criado para supervisionar todos os três ramos da educação sob a supervisão de um ramo executivo do governo. Ao mesmo tempo, a duração da educação obrigatória foi aumentada, de seis para nove anos. O curriculo da educação secundária foi completamente reorganizado, assim como o padrão de treinamento dos professores. E a INET teve uma melhora no seu status e na verba recebida. Entretanto, os gastos totais com a educação caíram de 12,2% do produto interno bruto em 1974, para 7,3% em 1982.
A taxa de matrículas na educação primária (tanto públicas como privadas) caiu 6$ entre 1968 e 1981. De 1968 a 1982, esse índice aumentou em 6%; entretanto, metade dos estudantes da escolas secundárias em Montevideo (e 70% das escolas do interior) abandonavam o curso antes de receber o certificado. No mesmo período, houve um estouro nas escolas técnicas; as matrículas aumentaram 66% no interior, e 27% em Montevideo. O maior motivo para este aumento estava no novo ciclo básico, que adicionou três anos de educação secundária obrigatória aos seis anos de educação primária obrigatória. Entretanto, a taxa de desistência se manteve nos 50%. As matrículas na University of the Republic dobraram entre 1968 e 1982, mas a proporção de estudantes se graduando caiu 8%.
Em 1984, repentinamente o governo militar do Uruguai garantiu formalmente o status de universidade para a escola Catholic que estava se expandindo desde a década anterior. Isso terminou com o monopólio da University of the Republic, que durava desde a sua fundação em 1949. A nova Catholic University of Uruguai permaneceu extremamente pequena, entretanto, comparada a sua rival.

## Sistema educacional

### Educação primária
A educação primária no Uruguai é gratuita e obrigatória, com duração de 6 anos. O número de escolas primárias em 1987 era de 2.382, incluindo 240 escolas privadas, havia 16.568 professores de escolas primárias, e 354.177 estudantes, formando uma proporção de 20 alunos para cada professor. Em 1970 a proporção era de 30 alunos por professor. A taxa de matrícula de ambos os sexos era praticamente a mesma.

### Educação secundária
A educação secundária tem duração de 6 anos, divididos em dois ciclos de três anos. O primeiro ciclo é obrigatório. O segundo ciclo é voltado para a preparação para a universidade. Além da educação acadêmica, há também escolas públicas de educação técnica. Os dois sistemas possuem estruturas semelhantes, e há pouca provisão para transferência entre os dois. Todos os setores da sociedade tende tradicionamente a preferir a educação secundária acadêmica, que possuem um maior prestígio. Como resultado, a educação secundária acadêmica têm se expandido mais rapidamente que a educação técnica na segunda metade do século XX. Em 1987 havia 273 escolas secundárias, incluindo 118 escolas privadas. Entretanto, as escolas públicas eram muito mais largas e possuiam 145.083 mil estudantes, dos 175.710 estudantes da educação secundária. Além desses, as 94 escolas técnicas possuiam um total de 52.766 estudantes. Em 1982, as matrículas de mulheres correspondiam a 53% dos estudantes da escola secundária, e dos homens a 47%. Aparentemente as mulheres eram a maioria no ciclo básico, mas eram ultrapassadas por pouco pelos homens no ciclo preparatória para a universidade.

### Educação superior

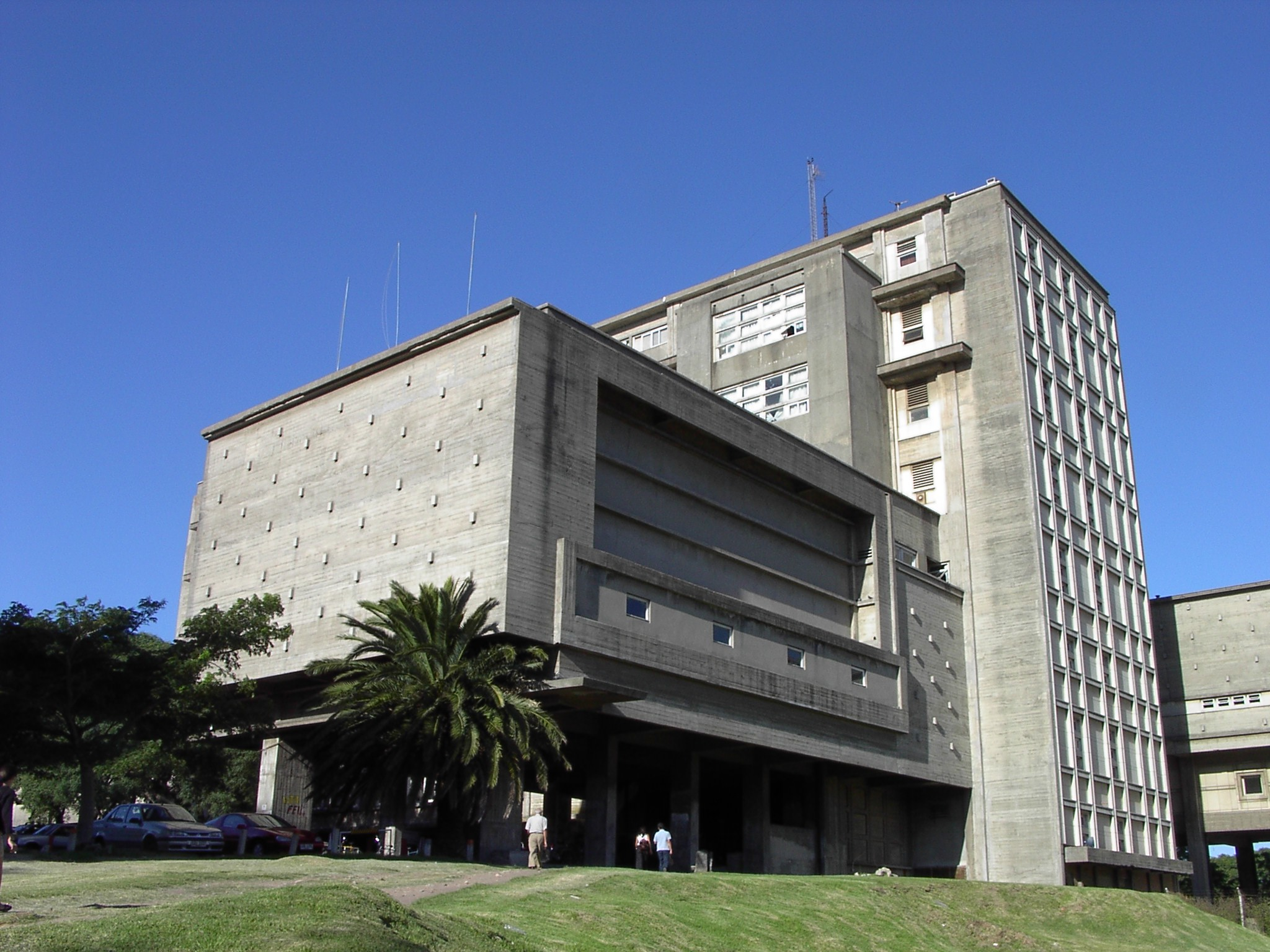
Faculdade de Engenharia (UdelaR)

O Uruguai só tinha uma universidade pública, a Universidad de la República (UdelaR, também chamada de Universidad de Montevideo), fundada em 1849, e apenas uma universidade privada, a Universidad Católica del Uruguay, estabelecida em 1984, e também em Montevideo. A educação na Universidade da República era gratuita, e, em geral, aberta para todos que possuíssem um certificado por ter completado dos dois ciclos da educação secundária. Mas mesmo com a gratuidade o acesso a educação superior tendia a ser limitada pelas crianças de famílias de classe média-alta por causa da necessidade dos jovens mais pobres de ajudar na renda familiar, juntamente com o alto custo de livros e outras taxas, deixando a educação superior fora do alcance de várias pessoas. Além disso, o fato da única universidade pública estar em Montevideo limitava severamente os estudos dos que moravam no interior, a não ser que suas famílias estivessem relativamente bem financeiramente. Em 1988 cerca de 69% dos estudantes universitários eram de Montevideo.
O número de estudantes universitários continuou a crescer rapidamente, de quase 22 mil em 1970 para mais de 61 mil em 1988. As mulheres eram 58% dos estudantes. A maioria dos cursos tinham duração de 4 a 6 anos, mas o tempo médio gasto na universidade pelos estudantes bem sucedidos era normalmente maior. Assim como no resto da América Latina, manter o status de estudante tinha várias vantagens, como passagens mais baratas, e cantinas subsidiadas. Essa era a única razão para a população estudantil ser tão larga e ainda assim o número de estudantes graduados ser tão baixo. Em 1986 apenas 3.645 (2.188 mulheres e 1.455 homens) se graduaram da universidade, e 16.878 entraram naquele ano. Os estudantes exibem uma grande preferência por disciplinas e profissões que demandam prestígio, como lei, ciências sociais, engenharia, medicina, economia e administração.
Observadores continuam a notar a discrepância entre o treinamento na universidade e as oportunidades de emprego, particularmente nos campos de prestígio. Essa diferença contribui para o nível considerável de emigração dos profissionais mais aptos.

## Cobertura e Resultados
Em 1996, o índice de matrículas na escola primária do grupo de idade alvo era de 93%, com homens e mulheres tendo o mesmo índice de matrículas. O índice de matrículas na escola primária não estava disponível em 2001. Na educação secundária o índice de matrículas do grupo de idade alvo dos homens é de 77% e das mulheres de 92%. Enquanto no ensino superior 35% dos jovens do grupo de idade estão matriculados na universidade.
Um dos feitos mais importantes do ensino no país é o alto índice de alfabetização já que, segundo as estimativas para 2003 do The World Factbook, o índice de alfabetismo se encontra em 98%, o mais alto da América Latina, seguido pela Argentina (97,1%), e Cuba (97,0%). O alfabetismo nas mulheres é ligeiramente maior (98,4% das mulheres são alfabetizadas, enquanto 97,6% de homens estão na mesma situação)  Estes dados são confirmados no Informe sobre Desenvolvimento Humano de 2005, realizado pelo Programa das Nações Unidas para o Desenvolvimento, no qual o Uruguai mantem sua posição de líder da América Latina em relação a alfabetização com 97,7% da população, seguido pela Argentina (97,2%) e Cuba (96,9%).